# تغليف الخلية

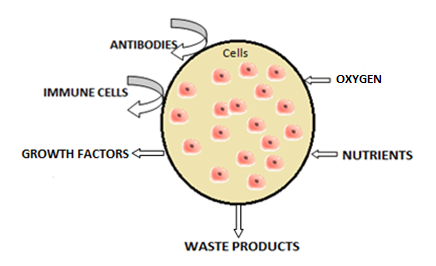
مخطط كبسولة الخلية

تغليف الخلية هو حل ممكن لرفض الطعوم في تطبيقات هيكلة الأنسجة. تتضمن تقنية التغليف الدقيقة للخلية تجميد الخلايا داخل غشاء بوليمر شبه نفوذ بشكل يسمح بالانتشار ثنائي الاتجاه للجزيئات مثل تدفق الأكسجين والمغذيات وعوامل النمو وما إلى ذلك الضرورية لاستقلاب الخلايا والانتشار الخارجي لمنتجات الفضلات والبروتينات العلاجية. في ذات الوقت، تمنع الطبيعة شبه النفوذة للغشاء الخلايا المناعية والأجسام المضادة من تدمير الخلايا المغلفة، معتبرة إياها غزاة أجانب.
يمكن أن يقلل تغليف الخلايا من الحاجة إلى الاستخدام طويل الأمد للأدوية المثبطة للمناعة بعد زراعة الأعضاء للسيطرة على الآثار الجانبية.

## تاريخيًا
قام فينتشنزو بيسجلي في عام 1933 بأول محاولة لتغليف الخلايا في أغشية البوليمر. أظهر أن الخلايا السرطانية في بنية البوليمر المزروعة في تجويف بطن الخنزير بقيت قابلة للحياة لفترة طويلة دون أن يرفضها جهاز المناعة.
بعد ثلاثين عامًا وتحديدًا في عام 1964، اقترح توماس تشانغ فكرة تغليف الخلايا داخل كبسولات دقيقة للغاية من غشاء بوليمر لتوفير الحماية المناعية للخلايا، حيث قدم مصطلح الخلايا الاصطناعية لتعريف هذا المفهوم للتغليف الحيوي. واقترح أن هذه الخلايا الاصطناعية المنتجة بطريقة الإسقاط لا تحمي الخلايا المغلفة من ردود الفعل المناعية فحسب، بل توفر أيضًا علاقة سطح إلى حجم عالية تتيح نقلًا جيدًا للكتلة من الأكسجين والمواد المغذية. بعد عشرين عامًا، وضع هذا النهج موضع التنفيذ بنجاح في نماذج الحيوانات الصغيرة عندما طورت كبسولات دقيقة من الألجينات-بوليسين-ألجينات (APA) تمنع حركة خلايا جزيرة الطعم. أظهرت الدراسة أنه عندما زرعت هذه الجزر المغلفة في كبسولات دقيقة في الفئران المصابة بداء السكري، بقيت الخلايا قابلة للحياة والتحكم في مستويات الغلوكوز لعدة أسابيع. أجريت تجارب بشرية باستخدام خلايا مغلفة في عام 1998. استخدمت الخلايا المغلفة التي تعبر عن إنزيم السيتوكروم P450 لتنشيط دواء أولي مضاد للورم محليًا في تجربة لسرطان البنكرياس المتقدم غير القابل للاستئصال. عرض مضاعفة وقت البقاء على قيد الحياة تقريبًا مقارنة بالضوابط التاريخية.

## التغليف الدقيق للخلايا كأداة لهيكلة الأنسجة والطب التجديدي
يمكن أن تثار أسئلة حول سبب الحاجة إلى تقنية تغليف الخلايا عندما يمكن حقن المنتجات العلاجية في الموقع. أحد الأسباب المهمة لذلك هو أن الخلايا المغلفة سوف توفر مصدرًا للإفراج المستمر عن المنتجات العلاجية لفترات أطول في موقع الانغراس. ميزة أخرى لتقنية التغليف الدقيق (الكبسلة الدقيقة) للخلايا هي أنها تسمح بتحميل الخلايا غير البشرية والخلايا المعدلة وراثيًا في مصفوفة البوليمر عندما يكون توافر الخلايا المانحة محدودًا. الكبسلة الدقيقة هي تقنية قيمة للتوصيل المحلي والإقليمي والشفوي للمنتجات العلاجية حيث يمكن زراعتها في العديد من أنواع الأنسجة والأعضاء. بالنسبة لتوصيل الأدوية لفترات طويلة إلى موقع العلاج، فإن زرع هذه الخلايا الاصطناعية المحملة بالأدوية سيكون أكثر فعالية من حيث التكلفة مقارنة بإيصال الدواء المباشر. علاوة على ذلك، فإن احتمال زرع خلايا اصطناعية ذات تركيبة كيميائية مماثلة في العديد من المرضى بغض النظر عن مستضد كريات الدم البيضاء يمكن أن يسمح مرة أخرى بتخفيض التكاليف.

## المتطلبات الرئيسية لتقنية التغليف الدقيق للخلايا
لا يمكن تحقيق إمكانية استخدام التغليف الدقيق للخلايا في التطبيقات السريرية الناجحة إلا إذا حسنت العديد من المتطلبات التي تمت مواجهتها أثناء عملية التطوير مثل استخدام بوليمر مناسب حيويًا لتشكيل مصفوفة شبه نفاذة مستقرة ميكانيكيًا وكيميائيًا، وإنتاج كبسولات صغيرة ذات حجم موحد، استخدام البوليمر المناسب المتوافق مع المناعة والمرتبط بشكل متصالب ببوليمر التغليف لتثبيت الكبسولات، واختيار نوع خلية مناسب حسب الحالة.

### المواد الحيوية
يعد استخدام أفضل المواد الحيوية اعتمادًا على التطبيق أمرًا بالغ الأهمية في تطوير أنظمة توصيل الأدوية وهندسة الأنسجة. تستخدم ألجينات البوليمر بشكل شائع نظرًا لاكتشافها المبكر وسهولة توفرها وتكلفتها المنخفضة، ولكن استخدمت أيضًا مواد أخرى مثل كبريتات السليلوز والكولاجين والشيتوزان والجيلاتين والأغاروز.

#### الألجينات
قامت عدة مجموعات بدراسة مكثفة للعديد من البوليمرات الطبيعية والاصطناعية بهدف تطوير أنسب مادة حيوية لتغليف الخلايا الدقيق. أجري عمل مكثف باستخدام الألجينات التي تعتبر أنسب المواد الحيوية للتغليف الدقيق للخلايا بسبب وفرتها وتوافقها الحيوي الممتاز وخصائص التحلل البيولوجي. الجينات عبارة عن بوليمر طبيعي يمكن استخلاصه من الأعشاب البحرية والبكتيريا بتركيبات عديدة تعتمد على مصدر العزل.
لا تخلو الألجينات من كل الانتقادات. يعتقد بعض الباحثين أن الألجينات التي تحتوي على نسبة عالية من M يمكن أن تنتج استجابة التهابية ونموًا غير طبيعي للخلايا بينما أظهر البعض أن الجينات التي تحتوي على نسبة عالية من G تؤدي إلى زيادة نمو الخلايا بشكل مفرط والتفاعل الالتهابي في الجسم الحي مقارنة مع الألجينات المتوسطة G. حتى الألجينات عالية النقاء قد تحتوي على سموم داخلية، وبوليفينول الذي يمكن أن يضر بالتوافق الحيوي للكبسولات الصغيرة الخلوية الناتجة. لقد ثبت أنه على الرغم من نجاح عمليات التنقية في خفض محتوى السموم الداخلية والبوليفينول في الألجينات المعالجة، لكنه من الصعب خفض محتوى البروتين ويمكن لعمليات التنقية بدورها تعديل خصائص المادة الحيوية. وبالتالي فمن الضروري أن تصمم عملية تنقية فعالة من أجل إزالة جميع الملوثات من الألجينات قبل استخدامها بنجاح في التطبيقات السريرية.